# Noyal-sur-Brutz
Noyal-sur-Brutz (bretonsko Noal-ar-Bruz) je naselje in občina v francoskem departmaju Loire-Atlantique regije Loire. Leta 2013 je naselje imelo 584 prebivalcev.

## Geografija
Kraj leži v pokrajini Bretaniji ob reki Brutz, 65 km severno od Nantesa.

## Uprava
Občina Noyal-sur-Brutz skupaj s sosednjimi občinami La Chapelle-Glain, Châteaubriant, Erbray, Fercé, Grand-Auverné, Issé, Juigné-des-Moutiers, Louisfert, La Meilleraye-de-Bretagne, Moisdon-la-Rivière, Petit-Auverné, Rougé, Ruffigné, Saint-Aubin-des-Châteaux, Saint-Julien-de-Vouvantes, Soudan, Soulvache  in Villepot sestavlja kanton Châteaubriant; slednji se nahaja v okrožju Châteaubriant.

## Zanimivosti
- neoromanska cerkev sv. Martina iz druge polovice 19. stoletja;